# Norma Tanega
Norma Cecilia Tanega, née le 30 janvier 1939 à Vallejo (Californie) et morte le 29 décembre 2019 à Claremont (Californie), est une auteure-compositrice-interprète américaine. 

## Biographie
Son père musicien et militaire travaillait dans le Corps des Marines aux États-Unis. En 1962, elle obtient une maîtrise en arts plastiques à l'école de mathématiques de Claremont.
À la fin des années 1960, Norma Tanega commence une relation amoureuse avec Dusty Springfield. Les artistes collaborent sur différents titres enregistrés par la musicienne britannique tels Midnight Sounds, No Stranger Am I ou The Color of Your Eyes. Les deux femmes restent amies jusqu’à la disparition de Dusty Springfield, le 2 mars 1999. En souvenir de cette relation, Norma Tanega co-écrit avec la chanteuse et pianiste de jazz américaine Blossom Dearie, le titre Dusty Springfield publié sur l'album Whisper for You en 1997.

### Carrière
En 1966, Norma Tanega travaille comme monitrice et animatrice de camps dans les montagnes Catskills. Remarquée par Herb Bernstein qui lui présente le producteur et musicien Bob Crewe, reconnu notamment pour son travail avec le groupe The Four Seasons, elle signe sur le label New Voice Records. 
La musicienne se distingue avec ses inspirations folk et la mélancolie de son harmonica sur le titre Walkin' My Cat Named Dog. Il s'agit à ce jour de la chanson la plus célèbre de l'artiste. Si elle enregistre d'autres compositions avec la maison de disques, il faut attendre l'année 1999, pour que l'intégralité de ce travail soit finalement édité par le label américain Collectables sur l'album Walkin' My Cat Named Dog.
Dans les années 1970, Norma Tanega déménage en Angleterre le temps de cinq années, où elle enregistre l'album I Dont Think It Will Hurt produit chez RCA Records.
De retour aux États-Unis, elle devient percussionniste et improvise sur des instruments en céramique. Après avoir collaboré sur différents projets du joueur de bois Brian Ransom, l'artiste se lance dans les musiques du monde et accompagne le musicien Hybrid Vigor.
Parallèlement à ses recherches en musique expérimentale, Norma Tanega enseigne la musique dans son ancienne école de Claremont dès la fin des années 1970.

## Discographie
- 1977 : I Dont Think It Will Hurt, RCA Records
- 1999 : Walkin' My Cat Named Dog, Collectables